# جوش طومسون
جوش طومسون (بالإنجليزية: Josh Thomson) مصارع أمريكي مختص في فنون القتال المختلطة.

## سجل الفنون القتالية المختلطة
| النتيجة | السجل    | الخصم           | الطريقة | الحدث | التاريخ       | الجولة | الزمن | المكان           | ملاحظات |
| ------- | -------- | --------------- | ------- | ----- | ------------- | ------ | ----- | ---------------- | ------- |
| خسر     | 20–6 (1) | بونسون هاندرسون | تحكيم   | -     | 25 جانفي 2014 | 5      | 5:00  | الولايات المتحدة |         |
| فاز     | 20–5 (1) | نات دياز        | TKO     | -     | 20 أفريل 2013 | 2      | 3:44  | الولايات المتحدة |         |
| فاز     | 17–3 (1) | بات هيلي        | إستسلام | -     | 26 جوان 2010  | 3      | 4:27  | الولايات المتحدة |         |

## روابط خارجية
- جوش طومسون على موقع IMDb (الإنجليزية)
- جوش طومسون على موقع قاعدة بيانات الفيلم (الإنجليزية)
- جوش طومسون على موقع يو إف سي (الإنجليزية)
- جوش طومسون على موقع بيلاتور (الإنجليزية)
- جوش طومسون على موقع شيردوغ (الإنجليزية)